# Aarne-Thompsons klassifikationssystem
Aarne-Thompsons klassifikationssystem är ett klassifikationssystem för folksagor och sägner, skapat av Antti Aarne, Stith Thompson och Hans-Jörg Uther.
Aarne publicerade ett första system 1910.
Thompson översatte och utvidgade Aarnes arbete i en första version 1924, reviderad 1961, kallat AT-systemet omväxlande med AaTh-systemet.
Uther generaliserade AaTh-systemet 2004 och myntade benämningen ATU-nummer med syftning på begynnelsebokstäverna i skaparnas efternamn. 